# Abengourou
Abengourou er en by i den østlige del af Elfenbenskysten. Det er administrationsby for både Comoédistriktet og Indénié-Djuablinregionen. Den er også en kommune og sæde for og et suppræfektur for Abengourou-departementet.
Abengourou er primært befolket af den etniske gruppe Anyi, en gren af Akan-folket, der migrerede til regionen fra Ghana. I 2021-folketællingen var befolkningen Abengourou 164.424. Byen betjenes af Abengourou Lufthavn, og huser også områdets største hospital. Der er en landbrugsfaglig uddannelsesinstitution der sammen med et forskningscenter er specialiseret i de lokale hovedafgrøder kakao og kaffe.
Inden i byen er residensen for Anyifolkets overordnede høvding, som også er kongen af Indénié, et kongerige der blev grundlagt i det 18. århundrede. Hans dekorerede hjem blev bygget i 1882.
Byen er hjemsted for det romersk-katolske stift Abengourou med katedralen Cathédrale Sainte Thérèse de l'enfant Jésus.

## Landsbyer
De sytten landsbyer i subpræfekturet Abengourou og deres befolkning i 2014 er: 
1. Abengourou  (100.910)
2. Adaou  (4.011)
3. Adonikro  (795)
4. Adou Koffikro  (2.373)
5. Akoikro  (492)
6. Apoisso  (9.373)
7. Apoueba  (1.824)
8. Bossematie  (872)
9. Comoekro  (253)
10. Dramanekro  (1.057)
11. Kirifi  (2.364)
12. Kodjinan  (5.049)
13. Kouame Bouakro  (456)
14. Kouassi Beniekro  (850)
15. N'dakro  (112)
16. Pokoukro  (4.299)
17. Touzoukro  (545)